# Cadmoindit
Cadmoindit ist ein sehr selten vorkommendes Mineral aus der Mineralklasse der „Sulfide und Sulfosalze“ mit der Endgliedzusammensetzung CdIn2S4 und damit chemisch gesehen ein Cadmium-Indium-Sulfid und das Cadmium-Analogon von Indit. Strukturell gesehen gehört Cadmoindit zur Gruppe der Spinelle.
Cadmoindit kristallisiert im kubischen Kristallsystem und entwickelt kleine oktaedrische Kristalle bis etwa 0,15 mm Größe mit dreieckigen Stufenwachstumsmustern auf den Kristallflächen. Das Mineral ist durchscheinend und von dunkelbrauner bis schwarzer, im Auflicht auch grauer Farbe mit starken rötlichbraunen Innenreflexen. Die Oberflächen weisen einen diamantähnlichen Glanz auf.

## Etymologie und Geschichte
Entdeckt wurde Cadmoindit in Mineralproben vom Vulkan Kudrjawy (auch Kudriavy, russisch Кудрявый) auf der de facto zu Russland gehörenden Kurileninsel Iturup. Die Erstbeschreibung erfolgte 2004 durch I. V. Chaplygin, N. N. Mozgova, I. A. Bryzgalov und A. V. Mokhov (russisch И. В. Чаплыгин, Н. Н. Мозгова, И. А. Брызгалов und А. В. Мохов), die das Mineral nach dessen Hauptbestandteil Cadmium und Verwandtschaft zum Indit benannten.
Das Typmaterial des Minerals wird im Mineralogischen Museum der Russischen Akademie der Wissenschaften in Moskau unter der Katalog-Nr. #317/1 aufbewahrt.

## Klassifikation
Die strukturelle Klassifikation der International Mineralogical Association (IMA) zählt den Cadmoindit zur „Spinell-Supergruppe“, wo er zusammen mit Daubréelith, Cuprorhodsit, Greigit, Indit, Joegoldsteinit, Kalininit, Linneit, Polydymit, Siegenit, Violarit und Xingzhongit die „Linneit-Untergruppe“ innerhalb der „Thiospinelle“ bildet (Stand 2019).
Da der Cadmoindit erst 2003 als eigenständiges Mineral anerkannt wurde, ist er in der seit 1977 veralteten 8. Auflage der Mineralsystematik nach Strunz noch nicht verzeichnet. Einzig im Lapis-Mineralienverzeichnis nach Stefan Weiß, das sich aus Rücksicht auf private Sammler und institutionelle Sammlungen noch nach dieser alten Form der Systematik von Karl Hugo Strunz richtet, erhielt das Mineral die System- und Mineral-Nr. II/D.01-95. In der „Lapis-Systematik“ entspricht dies der Klasse der „Sulfide und Sulfosalze“ und dort der Abteilung „Sulfide mit [dem Stoffmengenverhältnis] Metall : S,Se,Te < 1 : 1“, wo Cadmoindit zusammen mit Bornhardtit, Carrollit, Cuprokalininit, Daubréelith, Fletcherit, Florensovit, Greigit, Indit, Kalininit, Linneit, Polydymit, Siegenit, Trüstedtit, Tyrrellit und Violarit die „Linneit-Gruppe“ (II/D.01) bildet (Stand 2018).
Die seit 2001 gültige und von der IMA bis 2009 aktualisierte 9. Auflage der Strunz’schen Mineralsystematik ordnet den Cadmoindit dagegen in die Abteilung der „Metallsulfide mit M : S = 3 : 4 und 2 : 3“ ein. Diese ist weiter unterteilt nach dem genauen Stoffmengenverhältnis, so dass das Mineral entsprechend seiner Zusammensetzung in der Unterabteilung „M : S = 3 : 4“ zu finden ist, wo es zusammen mit Bornhardtit, Carrollit, Cuproiridsit, Cuprorhodsit, Daubréelith, Ferrorhodsit (diskreditiert, da identisch mit Cuprorhodsit; IMA 2017-H), Fletcherit, Florensovit, Greigit, Indit, Kalininit, Linneit, Malanit, Polydymit, Siegenit, Trüstedtit, Tyrrellit, Violarit und Xingzhongit die „Linneitgruppe“ System-Nr. 2.DA.05 bildet.
Die von der Mineraldatenbank „Mindat.org“ weitergeführte Strunz-Klassifikation, die sich im Aufbau nach der 9. Auflage der Strunz’schen Mineralsystematik richtet, führt in der Gruppe 2.DA.05 auch die nach 2009 neu beschriebenen Spinelle Berndlehmannit, Cuprokalininit, Joegoldsteinit, Nickeltyrrellit und Shiranuiit auf. Die Spinelle Ezochiit und Grimmit werden hier zusammen mit Ferrodimolybdänit (FeMo2S4), Zaykovit (Rh3Se4) und Zolenskyit (FeCr2S4) der allgemeineren Gruppe 2.DA (Metallsulfide mit M:S=3:4) zugewiesen.
Auch die vorwiegend im englischen Sprachraum gebräuchliche Systematik der Minerale nach Dana ordnet den Cadmoindit in die Klasse der „Sulfide und Sulfosalze“ und dort in die Abteilung der „Sulfidminerale“ ein. Hier ist er in der „Linneitgruppe (Isometrisch: Fd3m)“ mit der System-Nr. 02.10.01 innerhalb der Unterabteilung „Sulfide – einschließlich Seleniden und Telluriden – mit der Zusammensetzung AmBnXp, mit (m+n) : p = 3 : 4“ zu finden.

## Chemismus
In der Endgliedzusammensetzung von Cadmoindit (CdIn2S4) besteht das Mineral aus Cadmium (Cd), Indium (In) und Schwefel (S) in dem für Spinelle typischen Stoffmengenverhältnis von 1 : 2 : 4. Dies entspricht einem Massenanteil (Gewichts-%) von 23,90 Gew.% Cd, 48,83 Gew.% In und 27,27 Gew.% S.
Die Mikrosondenanalyse am Typmaterial vom Kudrjawy auf Iturup ergab dagegen eine leicht abweichende, durchschnittliche Zusammensetzung von 19,98 Gew.% Cd, 49,51 Gew.% In und 27,53 Gew.% S sowie zusätzlich geringe Beimengungen von 1,71 Gew.% Eisen (Fe), 0,77 Gew.% Zink (Zn), 0,29 Gew.% Germanium (Ge) und 0,04 Gew.% Selen (Se). Aus den Werten errechnete sich die empirische Zusammensetzung (Cd0,82Fe0,14Zn0,05)Σ1,01(In1,99Ge0,02)Σ2,01S3,98, die zu CdIn2S4 idealisiert wurde.

## Kristallstruktur
Cadmoindit kristallisiert in der Spinellstruktur mit der kubischen Raumgruppe Fd3m (Raumgruppen-Nr. 227) und dem Gitterparameter a = 10,81 Å sowie 8 Formeleinheiten pro Elementarzelle.
| Kristallstruktur von Cadmoindit |
| - mit Blickrichtung parallel zur a-Achse - mit Blickrichtung parallel zur c-Achse - räumliche Darstellung zentriert nach den drei Raumdiagonalen |
| Farbtabelle: _ Cd 0 _ In 0 _ S |

## Bildung und Fundorte
Cadmoindit bildet sich in den untersten Schichten der aus Fumarolen resublimierten Mineralkrusten. Als Begleitminerale können unter anderem Greenockit, Pyrit, Rheniit (auch Rheniumdisulfid), cadmiumhaltiger Wurtzit und verschiedene Blei-Bismut-Sulfide auftreten.
Außer an seiner Typlokalität am Vulkan Kudrjawy auf Iturup konnte das Mineral bisher nur noch am Vulkan Ebeko auf der ebenfalls zu den Kurilen gehörenden Insel Paramuschir zwischen Russland und Japan sowie in der Kohlegrube Katerina (auch Kateřina) bei Radvanice v Čechách (deutsch Radowenz) im tschechischen Okres Trutnov gefunden werden (Stand 2020).